# 津守時生
津守 時生（つもり ときお）は日本のライトノベル作家。

## 人物・経歴
東京都出身、横浜市在住。東洋美術学校卒業。
写植オペレーターを経て、多戸 雅之名義で執筆の「緑の標的」(小説ウィングス創刊号)でプロデビュー。その2年後、津守 時生名義で本格的にプロ活動を開始した。SFファンタジーを得意とし、美しい男と強い女をコミカルに書き上げる。
日本SF作家クラブ会員。

## 主な著作
- ショウ&クラウドシリーズ（新書館ウィングスノベル)イラストは小林智美。多戸雅之名義で執筆。
  - 緑の標的-平成2年
  - 緑の迷路-平成4年

- 夢幻不思議草紙・七宝奇譚シリーズ（新書館ウィングスノベル)イラストはおおや和美。多戸雅之名義で執筆。雑誌連載時に完結しているが最終巻は発売されていない。
  - 魔笛に二度滅ぶ都 -平成5年
  - 眠れる神の長き不在 -平成7年
  - 天駆ける光龍の召喚 -平成8年
  - 日輪を喰らう闇の月 -平成9年

- 喪神の碑シリーズ（角川スニーカー文庫）イラストは小林智美。
  - ラフェールの末裔-平成2年
  - ウロボロスの影-平成2年
  - カイユの封印 -平成3年
  - フィラルの戒厳令-平成3年
  - エリノアの光輪 -平成3年

- カラワンギ・サーガラシリーズ（角川スニーカー文庫）イラストは小林智美。
喪神の碑シリーズの続き
はじめ全4巻だったが、完全版(全3巻)に合本し外伝や「三千世界の鴉を殺し」に続く書下ろしを加えた。
  - 密林の戦士-平成12年
  - 犠牲の神 -平成12年
  - 神と人の物語 - 平成12年

- やさしい竜の殺し方（角川書店）イラストは角川スニーカーブックス版小林智美、角川スニーカー文庫版橘水樹&櫻林子、角川ビーンズ文庫版加藤絵理子
当初、角川スニーカーブックスで『やさしい竜の殺し方』『ゆがんだ竜の愛し方』『あぶない竜の選び方』（全て平成10年）の3冊を書き下ろしで上梓。その後角川スニーカー文庫で5巻にまとめ直して再出版。更に角川ビーンズ文庫より番外編を収録した第6巻を加えて再々出版。第6巻に収録の番外編1はTHE Beans VOL. 1に掲載され、番外編2は書き下ろし作品。
  - やさしい竜の殺し方 -平成18年（ビーンズ版）
  - やさしい竜の殺し方 memorial -平成21年（ビーンズ版）

- 三千世界の鴉を殺しシリーズ （ウィングス文庫）イラストは古張乃莉（藍川さとるが改名)→9巻より麻々原絵里依
喪神の碑シリーズとカラワンギ・サーガラシリーズの続きとなる作品。

- 揺らぐ世界の調律師シリーズ（角川ビーンズ文庫）イラストはやまねあやの